# Horst Faas
Horst Faas (Berlino, 28 aprile 1933 – Monaco di Baviera, 10 maggio 2012) è stato un fotografo tedesco.
Vincitore di due premi Pulitzer è diventato famoso grazie alle sue foto sulla guerra del Vietnam.

## Biografia
Nato a Berlino nel 1933, la sua carriera di fotografo inizia nel 1951, già nel 1954 a soli 21 anni è autore di servizi importanti sulla questione dell'Indocina compresi gli accordi di Ginevra.
Nel 1956 entra a far parte dell'Associated Press (AP) documentando ciò che avvenne nella guerra del Vietnam, nella crisi del Congo e nella guerra in Algeria.
Nel 1962 divenne capo fotografo di AP per il Sud est asiatico.

Nel 1967 fu investito dallo scoppio di una granata e perse l'uso delle gambe. Da allora trascorse il resto della sua vita sulla sedia a rotelle.

## Premi
Vinse il suo primo premio Pulitzer nel 1965 per le sue immagini provenienti dal Vietnam e nel 1972 vinse il secondo premio per i reportage del per la guerra di liberazione del Bangladesh.
Malato da tempo muore il 10 maggio 2012 all'età di 79 anni.